# 優しさの蕾
「優しさの蕾」（やさしさのつぼみ）は、飛蘭の楽曲。18作目のシングルとして、2014年4月30日にLantisから発売された。

## 概要
前作「BLUE BLAZE/BELIEVE」から約6か月ぶりに発売された2014年第1弾シングル。テレビドラマ『牙狼-GARO- -魔戒ノ花-』エンディングテーマである「優しさの蕾」はシングルとしては初のバラード曲。カップリング曲の「Best Fighter」はテレビ『アニメマシテ』の2014年4月度エンディングテーマであり、『牙狼』の世界観を描いた曲でもある。
「優しさの蕾」の作曲をElements Gardenの上松範康、編曲をEvan Call、「Best Fighter」の作曲・編曲を喜多智弘が担当した。

## 収録曲
| #  | タイトル                      | 作詞 | 作曲     | 編曲      |
| -- | ----------------------------- | ---- | -------- | --------- |
| 1. | 「優しさの蕾」                | 飛蘭 | 上松範康 | Evan Call |
| 2. | 「Best Fighter」              | 飛蘭 | 喜多智弘 | 喜多智弘  |
| 3. | 「優しさの蕾（off vocal）」   |      |          |           |
| 4. | 「Best Fighter（off vocal）」 |      |          |           |

## 収録アルバム
- -Zero Hearts-（#1, #2）